# Босые
Босы́е (Босовы) — русский купеческий род, известный с конца XVI века.

## Представители рода
Основатель рода, Семён Босой, родился в конце XIV века в крестьянской семье из села Пятницкого Сольвычегодского уезда. По-видимому, на рубеже веков обосновался в Устюге Великом, где занялся торговлей и достиг высокого положения в обществе, играя заметную роль в земском самоуправлении.
Торговое дело укрепили сыновья Семёна Босого: Алексей Семёнович (? — не ранее 1636), Бажен Семёнович (? — 1636), Василий Семёнович (? — не ранее 1634), первый из которых возглавил торговое предприятие после смерти отца. Его внуки, Кирилл Алексеевич (? — 1654) и Василий Алексеевич (? — 1656), способствовали дальнейшему бурному развитию дела.
В 1622 году сыновья Семёна Босого и внуки Кирилл и Алексей вошли в гостиную сотню. В 1630 году в Устюге им принадлежало 5 лавок. К 1630—1640-м годам семейство Босых прочно закрепилось среди элиты местного купечества, в которую помимо них входили купцы Ревякины и две ветви рода Усовых-Грудцыных. Кирилл Алексеевич Босой в 1646 году получил чин гостя, а его младшие братья, Андрей Алексеевич (? — 1654) и Алексей Алексеевич (? — не ранее 1648), и сын Иван Кириллович (? — ок. 1654) в 1647 году вошли в гостиную сотню.
Алексей Семёнович Босой в 1625 году царской грамотой был вызван в Москву. Василий Алексеевич Босой бежал из Устюга во время восстания 9 июля 1648 года. Андрей Алексеевич Босой владел мельницей, дававшей от 300 до 400 рублей годового дохода, и незадолго до смерти старших братьев выделил свою долю из общего капитала. Большую часть времени Андрей жил в Москве.
Основным направлением торговли Босых была Сибирь. Ежегодно на восток отправлялись десятки обозов с железными изделиями, тканями, одеждой и обувью, в обмен на которые в Устюг привозились десятки, а иногда и более сотни, соболей. Далее меха переправлялись в основном в Москву, иногда в Казань и Ярославль. Также велась торговля рыбой, салом, хлебом, солью. Для приобретения товаров Босые осуществляли поездки в Архангельск, где не только скупали предметы местного промысла, но и заключали сделки с прибывшими в порт иностранными торговцами, закупая сукно, медь, олово, железо, сахар. Через Казань и Астрахань ввозились шёлк, хлопчатобумажные ткани, краски, пряности и другие восточные товары. Ежегодно в марте отправлялись на Важскую ярмарку. Для управления огромным торговым предприятием привлекались родственники, наёмные работники и крепостные, выполнявшие обязанности приказчиков, лавочных сидельцев и работных людей.
На 1640—1650-е годы приходится пик расцвета торгового дела Босых. Они владели вотчинами в Великоустюжском и Сольвычегодском уездах, организовывали фактории и склады в Сибири, поддерживали торговые связи с Архангельском, Вологдой, Казанью, Москвой, Холмогорами, городами Замосковного края. В столице имели собственный двор. Крупный капитал, которым располагало семейство, позволил наладить собственное производство: Босые покупали деревни, крестьяне которых выращивали для них хлеб. Для добычи пушнины ими нанимались охотничьи отряды, работавшие за долю добычи. Ещё одним источником дохода было ростовщичество. Торговый оборот предприятия Босых достигал 30 тысяч рублей в год, хотя из-за дальних расстояний, на которые приходилось отправлять обозы, вложенные деньги возвращались не ранее, чем через 4 года.
В середине XVII века Кирилла Алексеевич Босой и его брат Василий Алексеевич Босой поступают на царскую службу. Их назначали руководить таможнями в разных городах Руси, в частности, в Архангельске: Василия — в 1645 году, а Кирилла —в 1650 году. После этого Кирилл Алексеевич по приказу царя получил в управление казённые медеплавильные заводы в Перми и на Урале, а во время денежной реформы 1654 года руководил Монетным двором в Москве. Его сын, Иван Кириллович, также занимался медеплавильным делом и поставлял государству печи для выплавки монет.
В 1654 году Кирилл Алексеевич Босой умер во время эпидемии чумы. Примерно в это же время скончался и его сын, Иван Кириллович. В 1656 году ушёл из жизни и Василий Алексеевич Босой, принявший бразды правления предприятием после смерти брата. Имущество братьев было разделено между их матерью, принявшей пострижение под именем старицы Улиты; женой Федосьей и двумя дочерьми Кирилла Алексеевича; вдовой Василия Алексеевича.
Вдова Алексея Семёновича Босого раздала из своей доли 7693 рубля на благотворительность . Большую часть этих средств получили Устюжский собор (1200 рублей), Гледенский монастырь (1500 рублей), Архангельский и Ивановский монастыри (по 500 рублей), церковь Вознесения — фамильная усыпальница Босых (600 рублей).
Вдова Василия Алексеевича Босого, Матрёна Дмитриевна, племянница купца гостиной сотни Ивана Зиновьева, предпринимала попытки продолжить торговое дело. Она умерла в ноябре 1657 года, завещав оставшееся имущество «старице Ульяне» для дарения монастырям и церквям.
Кирилл Алексеевич босой был женат на Федосье Якимовне, двоюродной сестре гостя Василия Грудцына, в браке с которой родились сын Иван и две дочери, Анна и Аксинья. Анна Кириловна Босая (? — после 1675), дочь Кирилла Алексеевича, вышла замуж за князя Даниила Ефимовича Мышецкого. Вотчина Кирилла Алексеевича Босого продана ей и матерью после смерти Василия Алексеевича за 1500 рублей. Вторая дочь, Аксинья Кириловна Босая, вышла замуж за купца гостиной сотни Андрея Алмазова.
Дочь Андрея Алексеевича Босого, Фёкла Алексеевна, вышла замуж за купца гостиной сотни Алексея Стоянова.